# Кобоко
Кобоко (англ. Koboko) — город на северо-западе Уганды, на территории Северной области. Административный центр одноимённого округа.

## Географическое положение
Город находится в северо-западной части области, вблизи границы с Демократической Республикой Конго, на расстоянии приблизительно 380 километров к северо-северо-западу (NNW) от столицы страны Кампалы. Абсолютная высота — 1113 метров над уровнем моря.

## Население
По данным официальной переписи 2002 года, население составляло 29 443 человек.
Динамика численности населения города по годам:
| 2002   | 2013   |
| ------ | ------ |
| 29 443 | 88 940 |

## Транспорт
Ближайший аэропорт расположен в городе Аруа.